# 멜리사 마오
멜리사 마오(Melissa Mao, メリッサ マオ)는 가토우 쇼우지의 소설 《풀 메탈 패닉!》에 등장하는 등장 인물이다.

## 프로필
계급은 미스릴 소속 상사